# تپه پشت قلعه
تپه پشت قلعه مربوط به دوره اشکانیان - سده‌های ۶ تا ۸ ه.ق است و در شهرستان الیگودرز، بخش بشارت، دهستان پیشکوه ذلقی، ۲/۴ کیلومتری جنوب روستای کرکبود واقع شده و این اثر در تاریخ ۷ خرداد ۱۳۸۷ با شمارهٔ ثبت ۲۲۷۷۸ به‌عنوان یکی از آثار ملی ایران به ثبت رسیده است.